# Lastreopsis fidelei
Lastreopsis fidelei är en träjonväxtart som beskrevs av Rakotondr. Lastreopsis fidelei ingår i släktet Lastreopsis och familjen Dryopteridaceae. Inga underarter finns listade.